# L'Alcora
l'Alcora (em valenciano e oficialmente) ou Alcora (em castelhano) é um município da Espanha na província de Castelló, Comunidade Valenciana. Tem 94,9 km² de área e em 2021 tinha 10 428 habitantes (densidade: 109,9 hab./km²).
Foi em Alcora, a partir do século XVIII, que se fabricaram pela primeira vez porcelanas em Espanha.

## Demografia
| Variação demográfica do município entre 1991 e 2004 | Variação demográfica do município entre 1991 e 2004 | Variação demográfica do município entre 1991 e 2004 | Variação demográfica do município entre 1991 e 2004 |
| --------------------------------------------------- | --------------------------------------------------- | --------------------------------------------------- | --------------------------------------------------- |
| 1991                                                | 1996                                                | 2001                                                | 2004                                                |
| 8367                                                | 8662                                                | 9508                                                | 10084                                               |